# Ptychadena schillukorum
Ptychadena schillukorum es una especie  de anfibios de la familia Ptychadenidae.

## Distribución geográfica
Se encuentra en Angola, Burkina Faso, Camerún, República Democrática del Congo, Egipto, Eritrea, Etiopía, Ghana, Kenia, Malaui, Mozambique, Senegal, Somalia, Sudán, Sudán del Sur y Tanzania.